# Тана Умага
Тана Умага (енгл. Tana Umaga; 27. мај 1973) бивши је новозеландски рагбиста и један од најбољих центара свих времена.

## Биографија
Висок 188 цм, тежак 102 кг, играо је у каријери за екипе Велингтон, Каунтис Макау, Хурикејнси, Чифс и Рагби клуб Тулон. Играо је и рагби 13 на Новом Зеланду. За "ол блексе" је одиграо 74 тест мечева и постигао 180 поена.